# Abierto Mexicano de Tenis 2010
El Torneo de Acapulco 2010 fue un evento del ATP Tour 2010 y WTA Tour 2010 celebrado en Acapulco, México. Tanto el cuadro masculino como el femenino comenzaron el 25 de febrero y acabaron el 2 de marzo. El torneo masculino perteneció a la serie International Series Gold, mientras que el femenino perteneció a la serie Tier III.

## Campeones

### Individuales Masculino
David Ferrer vence a  Juan Carlos Ferrero, 6-3, 3-6, 6-1.

### Individuales Femenino
Venus Williams  vence a  Polona Hercog, 2–6, 6–2, 6–3

### Dobles Masculino
Lukasz Kubot /  Oliver Marach vencen a  Fabio Fognini /  Potito Starace, 6-0, 6-0

### Dobles Femenino
Polona Hercog /  Barbora Záhlavová-Strýcová vencen a  Sara Errani /  Roberta Vinci, 2–6, 6–1, [10–2]